# Contea di Lingyun
La contea di Lingyun (凌云县S, Língyún XiànP) è una contea della Cina, situata nella regione autonoma di Guangxi e amministrata dalla prefettura di Baise.